# Duthiella flaccida
Duthiella flaccida là một loài Rêu trong họ Leskeaceae. Loài này được (Cardot) Broth. mô tả khoa học đầu tiên năm 1908.